# كشافة هايتي
كشافة هايتي هي المنظمة الكشفية الوطنية في هايتي. الكشافة في هايتي بدأت في عام 1916 وأصبحت عضوا في المنظمة العالمية للحركة الكشفية عام 1932 ومرة أخرى في عام 1940. جمعية كشافة هايتي مختلطة لديها وبلغ عدد أعضاؤها 43618 عضوا (اعتبارا من 2011).

## روابط خارجية
- الموقع الرسمي
- نادي رواد الكشافة والمرشدات والمرشدات في هايتي -الولايات المتحدة الأمريكية
- تضامن كشافة هايتي